# 327
Cette page concerne l'année 327  du calendrier julien. Pour l'année 327 av. J.-C., voir 327 av. J.-C. Pour le nombre 327, voir 327 (nombre).
L'année 327 est une année commune qui commence un dimanche.

## Événements
- Rencontre entre l'empereur Constantin et Arius à Constantinople au début de l'année (ou début 328). Arius et le diacre Euzoios rédigent une profession de foi et demandent leur réintégration dans l’Église[1].
- Devant la pénurie de main-d’œuvre dans les campagnes, Constantin ordonne que les esclaves ruraux ne soient vendus qu’à l’intérieur même de la province où ils résident[2].

## Naissances en 327
- Gaudence de Novare,  évêque de Novare

## Décès en 327
- Arnobe de Sicca, rhéteur né vers 245[3].